# 3001 Микеланђело
3001 Микеланђело је астероид главног астероидног појаса чија средња удаљеност од Сунца износи 2,356 астрономских јединица (АЈ).
Апсолутна магнитуда астероида је 12,4.